# Amana (Guanipa)
Amana je rijeka u Venezueli. Pritoka je rijeke Guanipa i pripada slijevu zaljeva Paria.